# Aspitates kukunorensis
Aspitates kukunorensis là một loài bướm đêm trong họ Geometridae.